# Temporada 1996-97 de los Golden State Warriors
La temporada 1995-96 fue la quincuagésimo primera de los Warriors en la NBA, la trigésimo quinta en el Área de la Bahía de San Francisco, a donde llegaron procedentes de Filadelfia, y la vigesimosexta en la ciudad de Oakland con la denominación de Golden State Warriors. La temporada regular acabó con 30 victorias y 52 derrotas, acabando en la décima posición de la Conferencia Oeste, no logrando clasificarse para los playoffs.

## Elecciones en elDraft
| Ronda | Puesto | Jugador     | Posición  | Nacionalidad   | Universidad              |
| ----- | ------ | ----------- | --------- | -------------- | ------------------------ |
| 1     | 11     | Todd Fuller | Pívot     | Estados Unidos | North Carolina State     |
| 2     | 40     | Marcus Mann | Ala-Pívot | Estados Unidos | Mississippi Valley State |

## Temporada regular
| División Pacífico        | División Pacífico | División Pacífico | División Pacífico | División Pacífico | División Pacífico | División Pacífico | División Pacífico | División Pacífico |
| Equipo                   | G                 | P                 | %                 | PD                | Casa              | Fuera             | Div               |                   |
| ------------------------ | ----------------- | ----------------- | ----------------- | ----------------- | ----------------- | ----------------- | ----------------- | ----------------- |
| y-Seattle SuperSonics    | 57                | 25                | .695              | –                 | 31–10             | 26–15             | 16–8              |                   |
| x-Los Angeles Lakers     | 56                | 26                | .683              | 1                 | 31–10             | 25–16             | 18–6              |                   |
| x-Portland Trail Blazers | 49                | 33                | .598              | 8                 | 29–12             | 20–21             | 15–9              |                   |
| x-Phoenix Suns           | 40                | 42                | .488              | 17                | 25–16             | 15–26             | 13–11             |                   |
| x-Los Angeles Clippers   | 36                | 46                | .439              | 21                | 21–20             | 15–26             | 10–14             |                   |
| Sacramento Kings         | 34                | 48                | .415              | 23                | 22–19             | 12–29             | 8–16              |                   |
| Golden State Warriors    | 30                | 52                | .366              | 27                | 18–23             | 12–29             | 4–20              |                   |

## Estadísticas

### Temporada regular
| Rk | Jugador          | Edad | Pos. | P  | PT | MP   | TC  | TCI  | %TC  | T3  | T3I | %T3  | TL  | TLI | %TL  | RO  | RD  | RT  | AS  | RB  | TAP | BP  | FP  | PTS  |
| -- | ---------------- | ---- | ---- | -- | -- | ---- | --- | ---- | ---- | --- | --- | ---- | --- | --- | ---- | --- | --- | --- | --- | --- | --- | --- | --- | ---- |
| 1  | Latrell Sprewell | 26   | SG   | 80 | 79 | 41.9 | 8.1 | 18.1 | .449 | 1.8 | 5.2 | .354 | 6.2 | 7.3 | .843 | 0.7 | 3.9 | 4.6 | 6.3 | 1.7 | 0.6 | 4.0 | 1.9 | 24.2 |
| 2  | Joe Smith        | 21   | PF   | 80 | 80 | 38.6 | 7.3 | 16.2 | .454 | 0.2 | 0.6 | .261 | 3.8 | 4.7 | .814 | 3.3 | 5.2 | 8.5 | 1.6 | 0.9 | 1.1 | 2.4 | 3.1 | 18.7 |
| 3  | Chris Mullin     | 33   | SF   | 79 | 63 | 34.6 | 5.5 | 10.0 | .553 | 1.1 | 2.6 | .411 | 2.3 | 2.7 | .864 | 0.9 | 3.1 | 4.0 | 4.1 | 1.6 | 0.4 | 2.4 | 2.0 | 14.5 |
| 4  | Mark Price       | 32   | PG   | 70 | 49 | 26.8 | 3.8 | 8.4  | .447 | 1.6 | 4.0 | .396 | 2.2 | 2.4 | .906 | 0.5 | 2.0 | 2.6 | 4.9 | 1.0 | 0.0 | 2.3 | 1.4 | 11.3 |
| 5  | Melvin Booker    | 24   | PG   | 16 | 4  | 25.6 | 2.8 | 6.3  | .436 | 0.7 | 2.2 | .314 | 1.1 | 1.3 | .900 | 0.4 | 1.3 | 1.8 | 3.1 | 0.2 | 0.1 | 1.3 | 1.8 | 7.3  |
| 6  | Bimbo Coles      | 28   | PG   | 51 | 13 | 23.2 | 2.4 | 6.2  | .389 | 0.6 | 2.0 | .294 | 0.7 | 1.0 | .755 | 0.8 | 1.5 | 2.3 | 2.9 | 0.7 | 0.1 | 1.2 | 1.9 | 6.1  |
| 7  | Felton Spencer   | 29   | C    | 72 | 64 | 21.4 | 1.9 | 3.9  | .486 | 0.0 | 0.0 |      | 1.3 | 2.2 | .584 | 2.1 | 3.6 | 5.7 | 0.3 | 0.5 | 0.7 | 1.2 | 3.8 | 5.1  |
| 8  | B.J. Armstrong   | 29   | PG   | 49 | 17 | 20.8 | 3.0 | 6.7  | .453 | 0.5 | 1.8 | .278 | 1.4 | 1.6 | .861 | 0.1 | 1.4 | 1.5 | 2.6 | 0.5 | 0.0 | 1.1 | 1.1 | 7.9  |
| 9  | Donyell Marshall | 23   | SF   | 61 | 20 | 16.8 | 2.9 | 6.9  | .413 | 0.6 | 1.8 | .315 | 1.0 | 1.6 | .622 | 1.5 | 3.0 | 4.5 | 0.9 | 0.4 | 0.8 | 0.9 | 1.6 | 7.3  |
| 10 | Scott Burrell    | 26   | SF   | 29 | 0  | 15.8 | 1.8 | 4.8  | .379 | 0.8 | 2.1 | .361 | 0.5 | 0.8 | .652 | 0.9 | 1.9 | 2.7 | 1.2 | 0.5 | 0.3 | 1.0 | 2.1 | 4.9  |
| 11 | Andrew DeClercq  | 23   | C    | 71 | 1  | 15.0 | 2.0 | 3.8  | .520 | 0.0 | 0.0 |      | 1.3 | 2.1 | .603 | 1.7 | 2.5 | 4.2 | 0.5 | 0.5 | 0.4 | 1.1 | 3.2 | 5.3  |
| 12 | Donald Royal     | 30   | SF   | 36 | 1  | 14.1 | 1.0 | 2.7  | .385 | 0.0 | 0.1 | .000 | 1.7 | 2.2 | .795 | 0.9 | 1.7 | 2.6 | 0.4 | 0.3 | 0.3 | 0.6 | 1.5 | 3.8  |
| 13 | Todd Fuller      | 22   | C    | 75 | 18 | 12.7 | 1.5 | 3.5  | .429 | 0.0 | 0.0 |      | 1.0 | 1.5 | .691 | 1.4 | 1.9 | 3.3 | 0.3 | 0.1 | 0.3 | 0.7 | 1.9 | 4.1  |
| 14 | Ray Owes         | 24   | PF   | 57 | 1  | 10.4 | 1.3 | 3.2  | .417 | 0.0 | 0.1 | .200 | 0.5 | 0.8 | .565 | 1.1 | 1.7 | 2.9 | 0.3 | 0.3 | 0.4 | 0.4 | 1.5 | 3.1  |
| 15 | Lou Roe          | 24   | SF   | 17 | 0  | 6.3  | 0.8 | 2.8  | .292 | 0.2 | 0.6 | .273 | 0.5 | 1.1 | .474 | 0.4 | 0.4 | 0.8 | 0.4 | 0.2 | 0.1 | 0.6 | 0.6 | 2.4  |
| 16 | Clifford Rozier  | 24   | C    | 1  | 0  | 5.0  | 0.0 | 1.0  | .000 | 0.0 | 0.0 |      | 0.0 | 0.0 |      | 0.0 | 0.0 | 0.0 | 0.0 | 0.0 | 0.0 | 0.0 | 0.0 | 0.0  |

## Galardones y récords
| Jugador          | Galardón |
| Latrell Sprewell | All-Star |